# Centre Hall, Pennsylvania
Centre Hall là một thị trấn thuộc quận Centre, tiểu bang Pennsylvania, Hoa Kỳ. Năm 2010, dân số của thị trấn này là 1265 người.